# Satchelliella palustris
Satchelliella palustris är en tvåvingeart som först beskrevs av Johann Wilhelm Meigen 1818.  Satchelliella palustris ingår i släktet Satchelliella och familjen fjärilsmyggor. Arten är reproducerande i Sverige. Inga underarter finns listade i Catalogue of Life.